# Парнолистникоцветные
Парнолистникоцве́тные (лат. Zygophylláles) — по современной классификации APG IV порядок цветковых растений, насчитывающий 2 семейства, 23 рода и 313 ботанических видов. Порядок включается в дочернюю кладу Фабиды, последовательно входящую в более крупные клады Розиды -> Суперрозиды -> Эвдикоты -> Цветковые растения. 

## Классификация
В соответствии с системой классификации APG II оба семейства не поставлены на определённые места в порядке, но отнесены к группе эурозиды I.
Род Крамерия (Krameria) отличается некоторыми признаками от представителей семейства Парнолистниковые, но некоторые исследователи, например, Шихан (Sheahan) и Чейз (Chase), считают эти признаки недостаточно значительными, чтобы выделять его в отдельное монотипное семейство.
В системе классификации Кронквиста семейство парнолистниковые включено в порядок Сапиндоцветные (Sapindales), а семейство крамериевые (Krameriaceae) в порядок Истодоцветные (Polygalales).
В современной системе APG IV (2016) в порядок включено те же 2 семейства:
1. Krameriaceae — Крамериевые, монотипное с 1 родом Крамерия и 19 видами
2. Zygophyllaceae — Парнолистниковые - 22 рода, 294 вида

### Таксономическое положение[1]
- Zygophyllales Link, 1829, Handbuch 2(4): 228

Порядок Парнолистникоцветные включается в дочернюю кладу Фабиды, последовательно входящую в более крупные клады Розиды -> Суперрозиды -> Эвдикоты -> Цветковые растения. Кладограмма в соответствии с Системой APG IV:
|  |                          |  |                                   | порядок Парнолистникоцветные |  | 2 семейства |  | 23 рода |  | 313 видов |
|  |                          |  |                                   | порядок Парнолистникоцветные |  | 2 семейства |  | 23 рода |  | 313 видов |
|  | клада Цветковые растения |  |                                   |                              |  |             |  |         |  |           |
|  |                          |  |                                   |                              |  |             |  |         |  |           |
|  |                          |  | ещё 63 порядка цветковых растений |                              |  |             |  |         |  |           |
|  |                          |  |                                   |                              |  |             |  |         |  |           |